# 나루하마촌
나루하마촌(鳴浜村)은 지바현 산부군에 일찍이 존재했던 촌이다. 현재의 구주쿠리정 북부, 산무시 남부에 해당한다.

## 역사
- 1889년 4월 1일 - 정촌제 시행에 의해 야마베군 나루하마촌이 성립하였다.
- 1897년 4월 1일 - 야마베군이 군 통합에 의해 산부군이 되었다.
- 1955년 3월 31일 - 도요우미정, 가타카이정과 합병해 구주쿠리정이 신설되었고, 일부 지역은 산무시에 편입되어 동일 나루하마촌은 폐지되었다.

## 촌장
- 나카무라 나오타케 (1926년 9월 - 1930년 9월)